# 馮可賓
馮可賓（16世紀—17世紀），字禎卿，山東青州府益都縣人，明朝、南明政治人物。

## 生平
馮可賓於萬曆四十六年（1618年）中戊午科山東鄉試第六十八名舉人，天啓二年（1622年）成壬戌科三甲二百四十三名進士，大理寺觀政，三年七月獲授湖州推官，四年本省同考。四年（1624年）時長興縣有盜賊殺害知縣石有恒，人民以為會發生屠殺，相繼逃走，而代理知縣卻閉城自守，人民更加恐懼；他奉召安撫當地民眾，打開六道城門，再拘捕兇徒、招撫流民，於是長興再次喧鬧。
崇祯元年（1628年），馮可賓行取入京考选，三年授兵科給事中，管皇城，本年巡视京营，四年奉旨，仍管一年，以拿獲奸细，奉旨纪录。五年巡视十庫，七年升工科右，八年升户科左、禮科都，十年會試同考，陞任太常寺少卿，丁憂，十四年京察。後事不詳。

## 家族
曾祖馮述。祖父馮謹。父馮起震，貢生，恩授七品服。母張氏。具慶下。兄可依、可立。弟可宗。娶王氏。子馮錧、馮錠。